# Jacques Domergue
Pour les articles homonymes, voir Domergue.
Jacques Domergue, né le 25 mars 1953 à Perpignan (Pyrénées-Orientales), est un chirurgien et homme politique français.

## Biographie
Professeur des universités – praticien hospitalier à l'université Montpellier-I, Jacques Domergue est chirurgien en chirurgie digestive au CHU de Montpellier.
Il est directeur général de l'Institut du cancer de Montpellier (ICM) - Val d'Aurelle.
Il a été président du Conseil national de la chirurgie.
Il est élu député en 2002 face à Georges Frêche, député sortant et maire socialiste de Montpellier, dans la 2e circonscription de l'Hérault avec 50,32 %. En mars 2004, il est élu conseiller régional de la région Languedoc-Roussillon sur la liste menée par Jacques Blanc. Il commente alors les résultats de l'élection : "Quand on a vu la mobilisation et que des gens qui ne se lèvent pas pour aller bosser se sont levés pour aller voter, on a vite compris que ça allait être dur pour nous.". Il précise à  l'AFP : "J'ai dit ce que j'ai vécu. J'étais dans le bureau de vote et j'ai vu une très forte mobilisation de gens de tous bords, qui venaient voter en survêtement ou en pyjama.Ces électeurs ont voté contre le gouvernement parce qu'il veut valoriser l'effort et le travail, contrairement à ce qu'ont fait les socialistes.",En réaction, à ces propos, au matin du second tour des élections, une quarantaine de personnes manifestaient pyjama sous les fenêtres de l'UMP à Montpellier.
Il est réélu député en 2007 dans la 1re circonscription avec 52,20 % des suffrages. Entre 2007 et 2011, il est constamment classé parmi les meilleurs députés de l'assemblée nationale en termes d'assiduité, de questions posées et de rapports rendus.
Le 16 mars 2008, il est élu conseiller municipal de Montpellier et préside le groupe d'opposition UMP - Non inscrits, après avoir mené la liste d'union UMP-NC-PR-MPF aux municipales de 2008, face à la maire sortante Hélène Mandroux. Il quitte quelques jours plus tard son siège au Conseil régional souhaitant se consacrer uniquement à son mandat municipal.
Il est à l'initiative d'une proposition de loi adoptée en décembre 2008, qui a réformé les études de santé avec la création d'une première année commune aux études de santé (PACES) L1 Santé (médecine, pharmacie, odontologie, sage-femme) dans le but de tenter à lutter contre l'échec massif de la PCEM1.
Jacques Domergue coordonne en 2009 la rédaction du Livre noir des villes de gauche, avec le soutien des chefs de file des oppositions municipales dans les plus grandes villes de France.
En avril 2011, il est nommé par le ministre de la santé Xavier Bertrand sur avis favorable du Conseil d'administration: Directeur général du Centre régional de lutte contre le cancer Val d'Aurelle « Paul Lamarque » de Montpellier, établissement de plus de 900 salariés. Il annonce par ailleurs qu'il ne briguera pas le renouvellement de son mandat de député lors des législatives de 2012.
Il échoue à conquérir la mairie de Montpellier à l’issue des élections municipales de 2014, sa liste étant devancée par celles de Philippe Saurel (élu maire) et du socialiste Jean-Pierre Moure. Il intègre la liste du maire sortant, Philippe Saurel, lors des élections municipales suivantes, en 2020. Il fait son retour au conseil municipal de Montpellier et redevient conseiller municipal en octobre 2022 à la suite de la démission de Max Lévita .

## Responsabilités politiques

### Mandat de député
- 2002-2007 : député de la 2e circonscription de l'Hérault, inscrit au groupe du Union pour un mouvement populaire (UMP)
- 2007-2012 : député de la 1re circonscription de l'Hérault. Il ne s'est pas représenté lors des élections législatives de 2012.

### Mandats locaux
- 2004-2008 : conseiller régional de Languedoc-Roussillon
- 2008-2014 : conseiller municipal de Montpellier, Président du groupe des élus UMP & Non Inscrits
- 2014-2020: conseiller municipal de Montpellier, Président du groupe des élus UMP-UDI-MoDem-DLR
- depuis octobre 2022 : conseiller municipal de Montpellier

### Autres responsabilités
- Vice-Président du groupe d'amitié France-Émirats arabes unis à l'Assemblée nationale
- Président du Groupe d'études sur les technologies médicales
- Membre du conseil de surveillance du Fonds de financement de la protection complémentaire de la couverture universelle du risque maladie
- Membre du Groupe d'études sur la sécurité intérieure
- Membre du Groupe d'études sur les transports multimodaux

### Candidat aux élections municipales de Montpellier en 2014
Le 7 novembre 2013, il se déclare candidat à la mairie de Montpellier en vue des élections municipales de 2014,.
À la tête de la liste de rassemblement Droite-Centre-Société Civile "Ici c'est Montpellier", il est soutenu par l'UMP, l'UDI, le Modem et Debout la République.

## Activités professionnelles

### Carrière hospitalière et universitaire
- 1978-1980 : Chirurgien à l'Hôpital régional de Ziguinchor (Sénégal)
- 1982 : Chercheur l'université de San Diego (États-Unis)
- 1989 : Professeur des universités – praticien hospitalier à l'université Montpellier-I
- 1990 : Praticien hospitalo-universitaire en chirurgie générale et digestive
- 1992 : Chef de service chirurgie digestive C à l’Hôpital Saint-Éloi à Montpellier
- 2011 : Directeur général de l'Institut du cancer de Montpellier

### Autres responsabilités
- 2004-2012 : Président du Conseil national de la chirurgie
- Membre de l'American College of Surgeons
- Président honoraire de la Société française de chirurgie endoscopique